# آپ (آلاباما)
آپ (به انگلیسی: Opp) شهری در شهرستان کاوینگتون ایالت آلاباما است که مساحت آن ۶۳٫۶۸ کیلومتر مربع است و در سرشماری سال ۲۰۱۰ میلادی، ۶٬۶۵۹ نفر جمعیت داشته و تراکم جمعیتی آن، ۱۰۴٫۵۷ نفر در هر کیلومتر مربع بوده‌است.